# Hello Zepp
"Hello Zepp" é uma música incidental composta por Charlie Clouser para o primeiro filme da franquia Saw. A aparição do tema no primeiro filme foi programada para trazer um tom dramático ao final do filme, no qual Zep Hindle é revelado como sendo na verdade uma vítima do serial killer Jigsaw (o nome do personagem no roteiro está escrito "Zep", mas o título da música é escrito como "Zepp"). À medida que a franquia continuava, a música foi reutilizada em todos os filmes, muitas vezes sendo renomeada e remixada para acomodar as mudanças de situações e personagens em cada filme. A música, que foi escrita em ré menor, agora é o tema de toda a série.

## Uso

### FranquiaSaw
- Saw – A música aparece cinco vezes em Saw. A primeira reprodução foi durante a revelação onde revelam que o detetive David Tapp está espionando o apartamento do Dr. Lawrence Gordon. A segunda é reproduzida durante um flashback enquanto Tapp assiste a uma fita de Billy. (Como as duas primeiras músicas não foram lançadas oficialmente, os nomes das duas faixas não são conhecidos.) A terceira, intitulada "X Marks the Spot", e toca durante uma conversa entre Adam Stanheight e Dr. Gordon. A quarta e mais conhecida versão, "Hello Zepp", aparece no final do filme, quando a identidade do serial killer Jigsaw é finalmente revelada como sendo John Kramer, o paciente com câncer, ao invés de Zep Hindle, que estava participando do filme. o sequestro da família do Dr. Gordon como parte de seu próprio teste, começando quando Adam começou a tocar a fita de Zep, cujas primeiras palavras foram "Hello, Mr. Hindle". Ou como o chamavam no hospital: Zep. O quinto é o tema "Zepp Overture" e toca durante os créditos finais da edição sem classificação.
- Saw II – Quando Darren Lynn Bousman foi contratado para dirigir Saw II, Leigh Whannell, o roteirista original de Saw, que interpretou Adam, reescreveu o roteiro original de Bousman e incluiu outra grande reviravolta na história à qual Bousman e Wan decidiram que "Hello Zepp" deveria ser aplicado.[carece de fontes?] A música aparece três vezes em Saw II. O primeiro remix é tocado quando Amanda Young revela que ela foi testada por Jigsaw antes e é intitulada "Played". A segunda acontece quando Xavier Chavez encurrala Amanda e Daniel Matthews no banheiro do filme original e começa a cortar sua nuca como parte da combinação para o cofre no andar de cima, e é intitulada "Cut Necks". Para o filme, apenas o final foi usado enquanto a "Hello Zepp" original foi remixada para a cena. O remix final aparece no final do filme; intitulado "Hello Eric", é tocado quando Amanda revela a Eric Matthews que ela se tornou aprendiz de Jigsaw.
- Saw III – Em Saw III, ela toca sete vezes. A primeira ocorrência é intitulada "Amanda" e é reproduzida quando ela chega ao novo covil de Jigsaw e leva a Dra. Lynn Denlon para encontrar Jigsaw com câncer. A segunda é intitulada "It's Begun" e aparece quando Amanda diz a Jigsaw que Jeff Denlon saiu da caixa. A terceira é intitulada "Be Surprised" e é reproduzido durante um flashback de Jigsaw montando a armadilha reversa para ursos de Amanda. A quarta ocorrência, intitulada "Prep", é uma mixagem solta e toca pouco antes da cirurgia de Jigsaw. O segundo remix é reproduzido em uma sequência de flashback, que lança mais luz sobre o design da armadilha do banheiro do primeiro filme. A música foi chamada de "Shithole" em homenagem a uma frase do filme original e mais tarde foi reorganizada como "The Shithole Theme". A sexta ocorrência da faixa é intitulada "Your Test" e é um remix do tema "Hello Eric", tocando enquanto Jigsaw explica seu design de teste para Amanda. A final acontece bem no final do filme e é reproduzida na fita que Jigsaw preparou para Jeff. Este remix é intitulado "Teste Final". Com quase dois minutos, “Teste Final” é basicamente uma versão mais intensa e com final mais curto de “Hello Zepp” ouvida nos filmes.
- Saw IV – Em Saw IV, ela é tocada oito vezes. A primeira, intitulada "Just Begun", é quando Mark Hoffman toca a fita de cera encontrada durante a autópsia de Jigsaw. A segunda música ocorre 2 vezes (3 na versão do diretor) durante o filme, intitulada "Help Them". É reproduzido primeiro quando Eric Matthews se lembra de como ele sobreviveu ao confronto com Amanda depois de escapar do banheiro, segundo quando Jill Tuck abortou e por último quando o agente Peter Strahm confronta Jill com várias fotos (após uma cena excluída inserida usar a faixa musical anterior). A próxima ocorrência ocorre enquanto Strahm e a agente Lindsey Perez investigam a armadilha de Ivan Landsness (e mais tarde a de Rex e Morgan), intitulada "Step Back" e "New Game". A terceira mixagem, intitulada "Lesson", toca enquanto John segue e sequestra Cecil Adams para sua faixa. A versão final é reproduzida durante o twist finale. Intitulado "Let Go", é reproduzido uma fita que Art Blank toca para o oficial Daniel Rigg, dizendo que ele falhou no teste. Esta versão introduz uma nova seção de metais que toca amplamente depois que Hoffman se revela o aprendiz de Jigsaw e sucessor de Rigg e tranca Strahm na enfermaria antes de uma transição de riff de guitarra para o final de “Hello Eric”.
- Saw V – Em Saw V, ela toca quatro vezes. A primeira é uma combinação de "X Marks the Spot" de Saw e "Lesson" de Saw IV, que ocorre durante uma cena em que Jigsaw e Hoffman montam a armadilha doméstica de Saw II. A segunda passa pela cena de Jill Tuck e do agente Dan Erickson. Esta variação do tema não foi divulgada. A terceira, intitulada simplesmente "Zepp Five", ocorre quando Strahm está preso na sala do compactador, e é muito semelhante a "Let Go" de Saw IV. A primeira metade da música é mais agourenta, implicando na destruição iminente de Strahm. A segunda metade torna-se mais voltada para a ação, começando com um tema ascendente (semelhante ao ouvido em "Final Test") e culminando com um conjunto de metais (semelhante ao ouvido em Saw IV) tocada intensamente ao lado de um instrumento de cordas estridente enquanto Strahm é esmagado até a morte. O remix tem dois minutos e meio de duração. A versão final é reproduzida durante os créditos e é uma das mixagens não utilizadas de "Just Begun".
- Saw VI – Em Saw VI, ela toca quatro vezes. O primeiro é um remix de “Step Back” e “New Game”. Intitulado "Jill Drives", é reproduzido quando Jill Tuck dirige para o hospital. A segunda é tocada ao piano acompanhada por um refrão e toca quando Hoffman descobre a nota escrita para Amanda em Saw III e os flashbacks subsequentes. A terceira, intitulada "Zepp Six", é a variação de final mais longa do tema "Hello Zepp" (mais de seis minutos de duração) e dividida em duas metades. A primeira metade (começando de forma semelhante a um "Hello Eric" grave e apresentando fortemente o tema de William) começa durante o teste final de William Easton e enquanto Jill prepara o teste de Hoffman, e termina quando William é morto. A segunda parte começa com Hoffman tentando escapar da armadilha reversa. Esta versão é fortemente orientada para a ação (usando as partes de contrabaixo de "Your Test"/"Shithole" e o tema de metais ascendentes de "Hello Eric", "Your Test" e "Let Go") antes que o conjunto de metais de "Let Go" reapareça, tocando pesadamente e de forma mais dramática antes de fazer uma pausa na última cena de Hoffman gritando.
- Saw 3D – Em Saw 3D, ela toca sete vezes. A primeira é uma versão distorcida para piano, tocada quando o Dr. Gordon está rastejando por um corredor e cauteriza seu cotoco. O segundo, um remix de "Step Back" (de Saw IV), toca durante o interrogatório de Jill pelo detetive Matt Gibson. A terceira é quando Bobby Dagen revela suas cicatrizes falsas aos sobreviventes do Jigsaw. O quarto é um remix de "New Game" (de Saw IV) e toca quando a polícia investiga as consequências da armadilha na garagem. O quinto toca brevemente durante a cena de flashback do autógrafo. O quinto é um remix de "Zepp Six" com uma seção de "Let Go", tocando quando Hoffman coloca a armadilha reversa original em Jill. O sexto, outro remix de "Zepp Six", toca quando é revelado que o Dr. Gordon foi cúmplice de Jigsaw. A mixagem final é um remix abreviado de "Zepp Five" com um coral e toca durante a cena final entre Dr. Gordon e Hoffman, com um remix parcial do final de "Zepp Six" (apenas versão oficial de estúdio).
- Jigsaw – Em Jigsaw, o tema, intitulado "Zepp Eight", toca no final do filme, começando quando o corpo de Logan Nelson se levanta do chão, revelando que ele é o primeiro aprendiz e sucessor de Jigsaw, e terminando quando ele bate a porta após tendo assassinado o detetive Brad Halloran. "Zepp Eight" é a versão reorganizada e estendida de "Zepp Six" de Saw VI, também em "Zepp Eight" reinsere as cordas melancólicas do meio ouvidas no "Hello Zepp" original. O tema também aparece em interpretações semelhantes às entradas anteriores ao longo do filme, como a música de abertura "Chase Edgar", "Shotgun" tocada pela guitarra com motivo dramático quando Anna tenta matar Ryan, e "Laser Collars" tocada quando Logan tenta. escape da armadilha na parte final do filme.
- Spiral – A trilha sonora para Spiral inclui algumas referências aos primeiros filmes de Saw. Uma versão atualizada da faixa sem título tocada enquanto o Detetive Tapp assiste a uma fita de Billy (Saw, 2004) agora é reproduzida durante a cena do despertar do Detetive Zeke Banks. Esta trilha sonora é intitulada "You OK?". "Be Partners", usado quando Zeke confronta William Schenk, pega elementos de "Severed Hand/Amanda's Letter" de Saw VI. O tema principal, intitulado "Zepp Nine", é uma versão muito aproximada do "Hello Zepp" original do primeiro filme, mas com elementos de "Let Go" de Saw IV, com uma nova seção crescente e mantendo as trompas mais comumente usadas nos temas Zepp das últimas edições da franquia. A partitura também omite a primeira metade do conjunto de metais de “Let Go”, mas mantém as notas restantes dessa mesma parte.
- Saw X – Em Saw X, o tema, intitulada "Zepp X", passa no final do filme, começando quando a Dra. Cecilia Pederson e seu parceiro, Parker Sears, tentam retirar o dinheiro que John Kramer havia tirado de Cecilia depois de sequestrá-la e, inadvertidamente, acionou a armadilha escondida de John. O tema começa com uma seção quase idêntica à clássica “Hello Zepp”, mas também apresenta posteriormente novas seções orquestrais originais, antes de retornar ao acabamento clássico com elementos de “Zepp Eight” e “The Final Zepp”. Um tema bônus, intitulada “Post Credits X”, pega elementos de “Zepp Six” e é reproduzida durante a sequência do meio dos créditos, quando John Kramer e o detetive Mark Hoffman colocaram Henry Kessler em uma armadilha no banheiro do primeiro filme.

### Outro
A versão original da composição é usada nos episódios de MS Paint Adventures intitulados "MSPA Reader: Mental Breakout", uma animação Adobe Flash de Homestuck, vinculada a várias referências anteriores à franquia Saw. Essa trilha sonora também é usada nos trailers de Déjà Vu, Valkyrie e The Box.

## Mixagens
- Saw (2004): "X Marks the Spot", "Hello Zepp", "Zepp Overture"
- Saw II (2005): "I've Played Before" ou "Played", "Cut Necks", "Conscious", "Hello Eric"
- Saw III (2006): "Amanda", "It's Begun", "Be Surprised", "Prep", "Shithole" ou "The Shithole Theme", "Your Test", "Final Test"
- Saw IV (2007): "Just Begun", "Help Them", "Step Back", "New Game", "Lesson", "Let Go"
- Saw V (2008): "Viu V Título", "Zepp Five"
- Saw VI (2009): "Jill Drives", "Severed Hand", "Zepp Six", "Hoffman's Zepp"
- Saw 3D (2010): "Cauterize", "Only You", "Support Group", "Junkyard", "Autographs", "Jill's Zepp", "Dr. Gordon Montage", "The Final Zepp"
- Jigsaw (2017): "Chase Edgar", "USB Stick", "Resultados chegaram", "Shotgun", "Laser Collars", "Zepp Eight"
- Spiral (2021): "You OK?", "Be Partners", "Zepp Nine"
- Saw X (2023): "Zepp X", "Post Credits X"